# 列斯诺伊 (梁赞州)
列斯诺伊（羅馬化：Lesnoy）是俄罗斯梁赞州的市级镇、希洛沃区第二大聚居地，也是该区除行政中心外的另外一座市级镇。地处梁赞州中部，位于区行政中心希洛沃镇西南、州府梁赞东南方。附近有奥卡河一支流涅普洛扎河（Непложа）流经，涅普洛扎河又有一支流穿过该镇。
该地2022年人口有7,226人；2010年人口7,632；2002年人口7,522；1989年人口8,937。